# 수직 이착륙기
수직 이착륙기(垂直離着陸機, 영어: Vertical takeoff and landing, VTOL)는 헬리콥터처럼 수직으로 이착륙하고 수평으로 나는 비행기를 말한다.
수평으로 날 때에 성능이 나쁜 헬리콥터의 결점과 이착륙시에는 긴 활주로를 필요로 하는 비행기의 결점을 제거하고 서로의 장점만을 취한 것으로, 기술적으로는 대단히 어려운 점이 많아 1953년의 첫 시험비행 이후 10여 년이 지난 후에야 겨우 실용화되었다. 현재 실용되고 있는 기종으로는 영국공군의 제식(制式) 전투공격기인 호커 시들리 해리어(Hawker Siddely Harrier) 등이 있다.

## VTOL의 종류
VTOL에는 여러 가지의 형식이 있으나, 현재 가장 실용에 근접하였거나 사용중인 것은 리프트젯 엔진+주엔진 추력편향 노즐로 되어 있는 식과 리프트팬+주엔진 추력편향 노즐 방식, 여러 개의 추력편향 노즐만으로 비행하는 방식, 틸트로터 방식의 네 가지이다.

### 리프트젯 엔진식
기체 내부에 주 엔진 외에 리프트엔진(lift engine)이라고 불리는 제트엔진을 수직으로 장치한 것으로서, 주 엔진의 추력편향 노즐과 리프트 엔진의 위쪽으로 향하는 추력에 의하여 기체의 무게를 지탱하며, 수직으로 상승·하강할 수 있다. 어느 고도에 이르면 뒤쪽 주 엔진의 추력편향 노즐을 단계적으로 올려서 천천히 가속한다. 그러면 날개에 양력(揚力)이 생기므로 필요없게 된 리프트엔진을 정지하고, 일반 제트기처럼 날개와 앞으로 향하는 제트엔진으로 비행한다. 야코블레프 Yak-38과 야코블레프 Yak-141이 대표적이다.
이 방법은 리프트엔진과 앞으로 향하는 제트엔진의 두 종류(심지어 리프트 엔진은 직경이 크고 연비가 높은 터보팬이 아닌 직경이 작고 연비가 낮은 터보제트로만 딱 2개까지 허용되는 것이 보통이다.)를 구비해야 되는데 이로 인해 연료비가 엄청나게 깨진다.

### 리프트팬 방식
위의 리프트젯 엔진식을 토대로, 리프트젯 엔진을 하나의 거대한 리프트 팬으로 바꾸고 주엔진과 기계적으로 연동시킨 것. 수직이착륙시 하나의 엔진만을 운용하며 비행시나 활주이착륙시 팬을 쓰지 않을 경우, 클러치 등의 기계적 수단으로 팬으로 가는 동력을 차단해버리면 되므로 만들기가 쉬우며 연료도 덜 잡아먹는다. F-35 라이트닝 II의 B형이 대표적이다.
다만 동력차단에 쓰는 기어와 팬이 너무 빨리 돌지 않게 막을 감속기어 같은 기어를 넣을 공간이 요구된다.

### 추력편향 노즐 방식
한두개의 주 엔진만을 사용하며 노즐을 여러개로 분할한 방식. 장점은 공간을 적게 차지한다는 점이지만 대신 단점으로 느린 속도, 복잡해지는 노즐형태 등의 제공전투기/요격기로서는 사용이 불가능해지는 치명적인 단점이 있어서 국지전투기나 공격기로만 제한되며 이 경우 육상의 공군보단 해상의 함재기로서만 운용하는 경우가 많다. 대표적으로 영국/미국/태국이 운용하는 영국제 BAE 해리어 II 시리즈가 있다.

### 틸트로터식
외관상으로는 프로펠러를 2개 또는 4개를 날개의 엔진에 장비한 비행기와 다름없으나 이륙시에는 이 엔진이나 날개를 프로펠러와 함께 90° 돌려서 프로펠러를 위로 향하게 한다. 그러면 프로펠러가 헬리콥터의 회전날개와 같은 작용을 하여 비행기의 무게를 지탱한다. 어느 고도에 이르면 프로펠러를 날개와 함께 수평으로 하면 일반 프로펠러기와 같은 원리로 수평비행(水平飛行)을 한다.

## 현황 및 문제점
근거리 구간의 운항에 있어서는 소요시간의 단축, 소음문제의 해결 등 이상적인 기종(機種)이지만, 기체의 중량보다도 큰 출력을 필요로 하며, 또한 저속비행을 할 때나 수평비행에서 수직비행으로 바꿀 때 날개면이나 승강키면의 작용이 충분하지 못하여 비행이 불안정하다. 이 때문에, 자동안정장치가 필요하고 경제성이나 안전성에 문제점이 남아 있다.

## 같이 보기
- 단거리 이착륙기(STOL)
- 틸트 로터기
- 야코블레프 Yak-141
- F-35 라이트닝 II
- V-22 오스프리